# Сотников, Александр Александрович
Александр Александрович Сотников (6 марта 1891, с. Потаповское, Туруханского края Енисейской губернии. — 23 мая 1920, г. Красноярск) — деятель Гражданской войны, исследователь Севера.

## Биография
Из купеческой семьи. В 1912 году после окончания горного факультета Томского среднего политехнического училища поступил геологическом отделении Томского технологического института имени императора Николая II.
Летом 1915 года на собственные средства совершил экспедицию в Норильские горы для обследования месторождений природных ископаемых: каменного угля, медной руды и графита. Поставив заявочные столбы в районе будущего города Норильска, Сотников собрал большую геологическую коллекцию, пробурил скважину в верховьях Угольного ручья.
Проучившись семь семестров в институте, Сотников в декабре 1915 года с документом о наличии у него среднего политехнического образования был призван в армию. Окончил Иркутское военное училище, с лета 1916 года служил в Красноярском казачьем дивизионе младшим офицером.
В 1917 году — член партии социалистов-революционеров, Енисейского губисполкома, начальник гарнизона на железнодорожной станции, председатель Красноярского гарнизонного Совета, Первого съезда Енисейского свободного казачества, хорунжий, командир дивизиона и атаман Енисейского казачьего войска.
В октябре 1917-го выступал за признание власти Енисейского губернского комитета объединенных обществ и организаций, стоявшего на антибольшевистской позиции. Участник декабрьского (1917 год) чрезвычайного Сибирского областного съезда, председатель военного отдела образованного на нём «потанинского правительства» (г. Томск).
В январе-марте 1918 года возглавлял казачий мятеж в г. Красноярск и Минусинском уезде. При белой власти занимался мобилизацией казаков, формированием кавалерийских частей, в звании поручика командовал кавдивизионом, 1-м Томским гусарским полком.
В феврале 1919 года ушёл с военной службы. С апреля 1919 года — гидрограф дирекции маяков и лоций при комитете Севморпути, с июня — участник экспедиции Сибгеолкома, ведущей разведку Норильского месторождения каменных углей. В 1920 году при подготовке очередной экспедиции в Иркутске был опознан бывшим белым офицером полковником Сулаквинидзе и выдан органам ВЧК. Расстрелян в 1920 году в Красноярске. Реабилитирован.

## Сотниковский мятеж
Был вызван протестом Красноярского казачьего дивизиона против захвата власти большевиками и их попыткой разоружить казаков. 18 декабря 1917 года Енисейский губисполком принял решение о демобилизации казаков, роспуске их войскового совета и разоружении офицеров на основании декрета ВЦИК и СНКот 10 ноября 1917 «Об уничтожении сословий и гражданских чинов». В связи с отказом казаков выполнить его, губисполком 21 декабря создал революционный штаб, 29 декабря вызвал солдат из г. Томска, организовал охрану города, 1 января 1918 года прекратил выплату зарплаты казачьим офицерам. 2 января появился приказ воинских властей о частичной демобилизации и разоружении дивизиона. 17 января собрание дивизиона приняло воззвание, в котором заявило о непризнании советской власти и потребовало от неё невмешательства во внутреннюю жизнь казачьей общины. Во избежание вооружённого столкновения с превосходящими силами Красной гвардии командир казачьей части хорунжий А. А. Сотников увёл её в с. Торгашино. Из города ушли 177 казаков, 67 офицеров, 44 гимназиста и семинариста. Раскол в дивизионе и недоброжелательное отношение к нему торгашинских казаков заставили Сотникова искать поддержки у минусинских станичников. В Минусинский уезд с ним ушли 120 казаков, 25 офицеров. Местный Совет с целью спасения города от мятежников начал с казаками переговоры. III съезд енисейского казачества (ст. Каратуз) одобрил действия войсковых органов и атамана. Переговоры между делегатами казачьего съезда и V Чрезвычайного уездного съезда крестьянских депутатов не имели успеха. 7 марта 1918 года Минусинский Совет создал военно-революционный комитет (ВРК) во главе с К. Е. Трегубенковым, которому поручил ликвидацию мятежа. Для пополнения своих рядов дивизион двинулся в район таштыпских станиц. Под влиянием угрозы Краской гвардии подвергнуть станицу артиллерийскому обстрелу сначала монокские, а затем казаки станицы Имек и Арбаты заявили Сотникову о своем нежелании воевать и попытались договориться с ВРК о мирном разрешении конфликта. Дивизион был разоружен и распущен. Сотников и его ближайшее окружение были вынуждены скрыться в Кузнецком уезде. В целом по губернии были арестованы 300 участников мятежа.